# Blackburn Dart
Blackburn Dart là một loại máy bay ném bom ngư lôi hai tầng cánh hoạt động trên tàu sân bay của Anh, do hãng Blackburn Aircraft thiết kế chế tạo, bay lần đầu năm 1921.

## Biến thể
T.1 Swift
Dart
T.2 Dart
Swift Mk II
Swift F
T.3 Velos
T.3A Velos

## Quốc gia sử dụng
Nhật Bản
- Hải quân Đế quốc Nhật Bản (Swift Mk II)

 Tây Ban Nha
- Hải quân Tây Ban Nha (Swift Mk II)

 Anh Quốc
- North Sea Aerial & General Transport Company (T.3A Velos)
- Không quân Hoàng gia (Không quân Hải quân Hoàng gia)

 Hoa Kỳ
- Hải quân Hoa Kỳ (Swift F)

## Tính năng kỹ chiến thuật (Dart T.2)
Dữ liệu lấy từ Jane's Encyclopedia of Aviation.
Đặc điểm tổng quát
- Kíp lái: 1
- Chiều dài: 35 ft 4,5 in (10,78 m)
- Sải cánh: 45 ft 5,75 in (13,86 m)
- Chiều cao: 12 ft 11 in (3,91m)
- Diện tích cánh: 654 ft2 (60,8 m²)
- Trọng lượng rỗng: 3.599 lb (1.900 kg)
- Trọng lượng có tải: 6.383 lb (3.000 kg)
- Động cơ: 1 × Napier Lion IIB, 450 hp (336 kW)

 Hiệu suất bay 
- Vận tốc cực đại: 107 mph (170 km/h) 3.000 ft
- Vận tốc hành trình: 100 mph (161 km/h)
- Vận tốc tắt ngưỡng: 43,5 mph (70,5 km/h)
- Tầm bay: 356 nmi (410 mi, 660 km)
- Trần bay: 12.700 ft (4.000 m)
- Vận tốc lên cao: 600 ft/phút (3 m/s)

Trang bị vũ khí

- Súng: 1 × súng máy Vickers (không phải Mk II) và 1 × súng máy Lewis
- Bom: 1 × ngư lôi Mark VIII hoặc IX, 18 in (457 mm) hoặc lên tới 2 × quả bom 520 lb (236 kg)